# 卡斯柏·保臣
卡斯柏·保臣（丹麥語：Kasper Povlsen，1989年9月26日—）是一名效力丹麥超級聯賽球會奧胡斯的丹麥中場球員。

## 外部連結
- 丹麥國家隊 卡斯柏·保臣檔案 （页面存档备份，存于）